# Hastighetsåkning på skridskor vid olympiska vinterspelen 1932 (1 500 meter för damer)
Hastighetsåkning på skridskor vid olympiska vinterspelen 1932 (1 500 meter för damer) genomfördes 10 februari 1932.
10 skridskoåkare från två nationer deltog. Tävlingen hölls på James C. Sheffield Speed Skating Oval i Lake Placid och var demonstrationssport.

## Medaljörer
| Guld          | Silver             | Brons          |
| Kit Klein USA | Jean Wilson Kanada | Helen Bina USA |

## Rekord
Dessa rekord gällde inför spelen.
| Världsrekord     | 3.10,4(*) | Zofia Nehringowa | Davos (SUI) | 10 januari 1932 |
| Olympiskt rekord | -         |                  |             |                 |

(*) Rekordet naterat på höghöjdsbana (minst 1 000 meter över havet) och på naturis.

## Resultat

### Semifinaler
Semifinal 1
| Placering | Idrottare                 | Tid    | Noteringar |
| --------- | ------------------------- | ------ | ---------- |
| 1         | Lela Brooks-Potter (CAN)  | 2.54,0 | Q          |
| 2         | Helen Bina (USA)          |        | Q          |
| 3         | Geraldine Mackie (CAN)    |        | Q          |
| 4         | Elsie Muller-McLave (USA) |        |            |
| 5         | Hattie Donaldson (CAN)    |        |            |

Semifinal 2
| Placering | Idrottare              | Tid    | Noteringar |
| --------- | ---------------------- | ------ | ---------- |
| 1         | Jean Wilson (CAN)      | 2.54,2 | Q          |
| 2         | Kit Klein (USA)        |        | Q          |
| 3         | Dorothy Franey (USA)   |        | Q          |
| 4         | Elizabeth Dubois (USA) |        |            |
| 5         | Florence Hurd (CAN)    |        |            |

### Final
| Placering | Idrottare                | Tid    |
| --------- | ------------------------ | ------ |
| 1         | Kit Klein (USA)          | 2.00,6 |
| 2         | Jean Wilson (CAN)        |        |
| 3         | Helen Bina (USA)         |        |
| 4         | Geraldine Mackie (CAN)   |        |
| 5         | Dorothy Franey (USA)     |        |
| 6         | Lela Brooks-Potter (CAN) |        |